# David Frish
David Frish (in ebraico דוד פריש‎?; 21 novembre 1935) è un ex cestista israeliano.

## Carriera
Con Israele ha partecipato a due edizioni dei Campionati europei (1959, 1961).

## Palmarès
- Campionato israeliano: 6

Maccabi Tel Aviv: 1956-57, 1957-58, 1958-59, 1961-62, 1962-63, 1963-64
- Coppa di Israele: 7

Maccabi Tel Aviv: 1957-58, 1958-59, 1960-61, 1962-63, 1963-64, 1964-65, 1965-66